# 阿巴和加麻札
阿巴和加麻札（拉丁维文：Apakh Khoja Mazar），即伊达雅图勒拉之墓，是新疆维吾尔自治区喀什地区喀什市的一座伊斯兰式家族陵墓，位于喀什市东北5公里处的艾孜热特村。“麻札”（拉丁维文：Mazar）是维吾尔语“陵墓”的意思。始建于1640年，后世因为香妃传说的缘故，被外界称为香妃墓。1988年，公布为第三批全国重点文物保护单位。

## 历史
墓主为明清之际回部的伊斯兰教白山派首领伊达雅图勒拉及其家族5代72人。伊达雅图勒拉被称作阿巴和加（或译阿巴克霍加、阿巴霍加、阿帕克和卓）。“霍加”意为“圣裔”，是南亚、中亚、新疆等地伊斯兰教派领袖的尊号。阿巴和加麻札即伊达雅图勒拉家族的墓地。该家族中第一个被埋葬者，是伊达雅图勒拉之父，中亚安集延人玛木特·玉素布，1640年由伊达雅图勒拉葬于此。1695年，伊达雅图勒拉死后也葬于此地。
伊达雅图勒拉的曾孙波羅尼都、霍集占兄弟，即大小和卓，曾被蒙古准噶尔人囚禁在伊犁。清朝占领伊犁后释放了大小和卓，并派他们前往回部（新疆天山以南地区）管理当地居民。但大小和卓杀死清朝将领，发动叛乱，史称大小和卓之乱，最后被清军镇压。虽然此墓属于叛变者的家族，但清廷并没有破坏此墓，并派有专人管理，而且也曾拨出款项予以维修。乾隆二十五年（1760年），乾隆帝颁旨对该墓的管理作出规定：“喀什噶尔所有从前旧和卓木（即“和卓”）等坟墓，可派人看守，禁止樵采污秽。其应行修葺分例，并著官为经理，以昭国家黔恤之仁。”清末，中亚浩罕汗国的伯克阿古柏入侵新疆后，为利用和卓的旗号巩固其统治，曾全面整饰扩展了阿巴和加麻札。动用数万民工匠人，花费四年时间，于1874年完工，基本上形成了今天的规模。
1949年后，政府曾多次拨款，对阿巴和加麻札加以维护和整修。1988年定为国家级文物保护单位。目前此处围绕陵墓进行扩建，开辟围绕“香妃”主题的建筑、民俗、爱情主题公园，官方定名为“香妃园”，成为喀什的一大游览胜地。

## 建筑布局

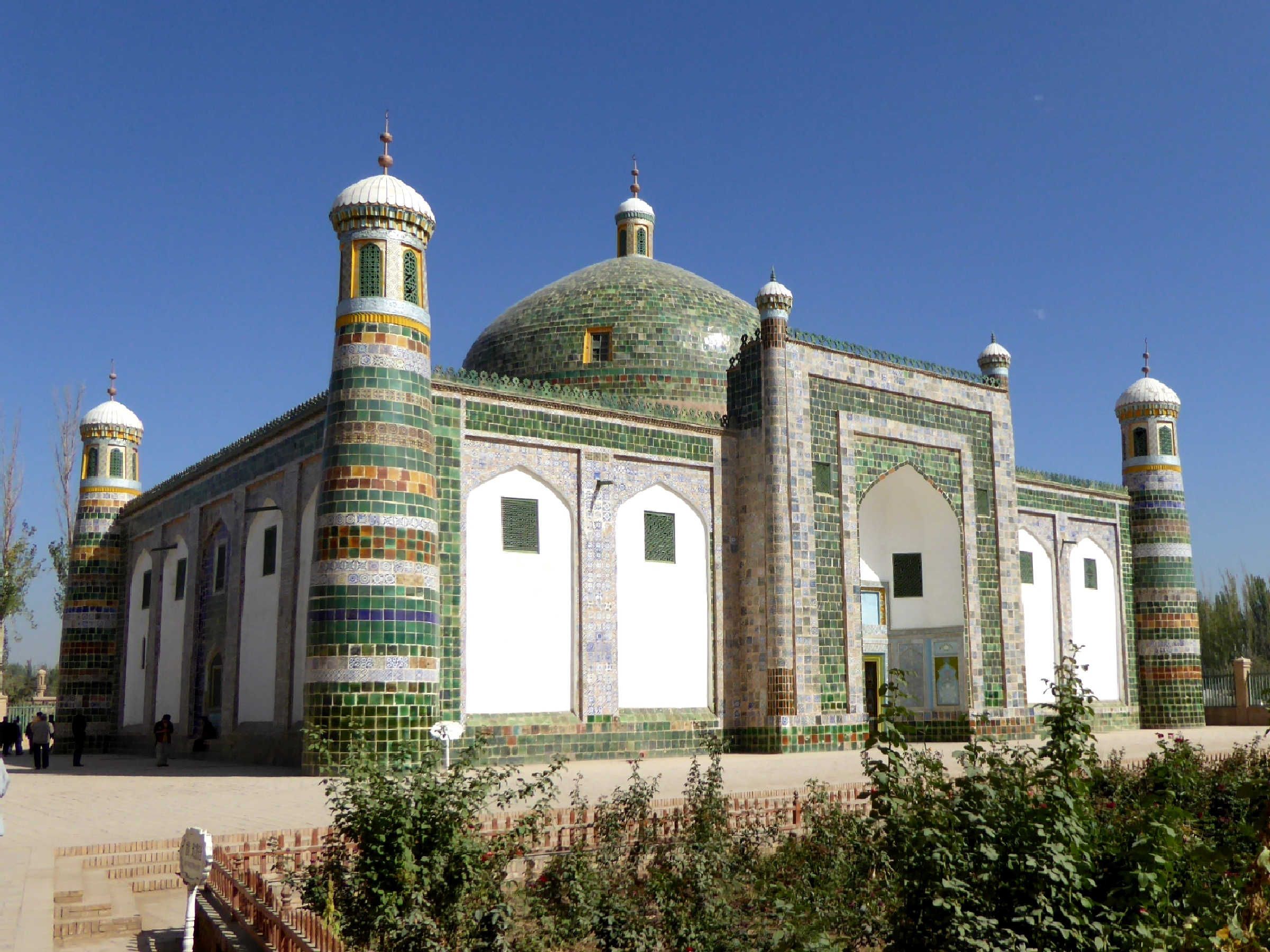
从侧面看阿巴和加麻札墓室

陵墓位于喀什东北郊，是新疆现存的最大的古墓地，总面积约50100平方米，包括有大礼拜堂、小礼拜堂、讲经堂和墓室。墓室为四方形，四角各有一座塔楼，塔内有盘旋的楼梯，顶上为球状尖顶。墓室上方为大型穹顶，直径16米，顶高24米。穹顶底部开有四扇通风窗，保证室内冬暖夏凉。整个墓室外部全部用绿色和黄色琉璃瓦镶嵌，正门上方左右有两个小球形尖顶，门框上镶嵌伊斯兰书法和装饰图案。